# ポリゴンウェイヴ EP
『ポリゴンウェイヴ EP』は、2021年9月22日にPerfume Records / ユニバーサルJから発売されたPerfume初のEP。

## 概要
本作はAmazon Prime Videoにて2021年9月3日から配信されている番組『ザ・マスクド・シンガー』のテーマソング「ポリゴンウェイヴ」の世界観で構成された作品で、同楽曲のオリジナルバージョン、リミックスバージョン、インストゥルメンタル、新曲「∞ループ」、「アンドロイド&」など計7曲が収録。2021年8月14日と15日に神奈川・ぴあアリーナMMで開催されたワンマンライブ「Perfume LIVE 2021 [polygon wave]」のオープニングで披露された楽曲「システムリブート」も収録される。
2021年、2022年のぴあアリーナMM公演では「ポリゴンウェイヴ (Original Mix)」が披露された。
形態は、初回限定盤と通常盤の2形態で、初回限定盤には特典映像も収録される。特典映像には、2020年9月のメジャーデビュー15周年、結成20周年デビュー記念日にオンラインで行われた「“P.O.P” (Perfume Online Present) Festival」から全10曲を披露したライブ「Perfume Imaginary Museum "Time Warp"」が収録される。特典映像ではNetflix配信版に加えて副音声が2チャンネル付いており、メンバーによる副音声と、Perfumeの舞台演出のテクニカルディレクションを担っているライゾマティクスの真鍋大度によるテクニカル部分の副音声を収録している。
EPリリースの前日にあたる2021年9月21日には、EPの発売とPerfumeデビュー16周年を記念して、YouTubeにて生配信「Perfume ポリゴンウェイヴEP発売記念 YouTube LIVE TALK」を実施している。
2022年の「Perfume LIVE 2022 ［polygon wave］」で「アンドロイド&」が初披露された。
2022年7月27日発売のオリジナルアルバム『PLASMA』に「ポリゴンウェイヴ (Original Mix)」「∞ループ」「アンドロイド&」が収録される。

## チャート成績
初週27,403枚を売り上げ、2021年10月4日付オリコン週間アルバムランキングで初登場2位を獲得。チャート登場回数は10回。累計31,343枚のセールスを記録した。

## 収録内容
| 全作詞・作曲・編曲: 中田ヤスタカ。 |                                                                                   |              |              |      |
| #                                  | タイトル                                                                          | 作詞         | 作曲・編曲   | 時間 |
| 1.                                 | 「ポリゴンウェイヴ（Original Mix）」                                              | 中田ヤスタカ | 中田ヤスタカ | 4:33 |
| 2.                                 | 「ポリゴンウェイヴ」(Amazon オリジナル番組『ザ・マスクド・シンガー』テーマソング) | 中田ヤスタカ | 中田ヤスタカ | 3:05 |
| 3.                                 | 「ポリゴンウェイヴ（Remix）」                                                     | 中田ヤスタカ | 中田ヤスタカ | 6:23 |
| 4.                                 | 「ポリゴンウェイヴ（Instrumental）」                                              | 中田ヤスタカ | 中田ヤスタカ | 3:05 |
| 5.                                 | 「∞ループ」                                                                       | 中田ヤスタカ | 中田ヤスタカ | 4:17 |
| 6.                                 | 「アンドロイド&」                                                                 | 中田ヤスタカ | 中田ヤスタカ | 4:13 |
| 7.                                 | 「システムリブート (Perfume LIVE 2021 [polygon wave] intro)」                     | 中田ヤスタカ | 中田ヤスタカ | 5:45 |
| 合計時間:                          | 合計時間:                                                                         | 31:21        |              |      |

※初回限定盤A・Bには、上記のCDに加え、以下のBlu-rayまたはDVDが付属。
| #  | タイトル                                                  | 作詞 | 作曲・編曲 |
| -- | --------------------------------------------------------- | ---- | ---------- |
| 1. | 「Perfume Imaginary Museum "Time Warp"」(主音声)          |      |            |
| 2. | 「Perfume Imaginary Museum "Time Warp"」(Perfume 副音声)  |      |            |
| 3. | 「Perfume Imaginary Museum "Time Warp"」(真鍋大度 副音声) |      |            |

## タイアップ
- Amazon Prime Video『ザ・マスクド・シンガー』テーマソング（#2）